# ミンガス・ビッグ・バンド
ミンガス・ビッグ・バンド（Mingus Big Band）は、チャールズ・ミンガスの作品を専門に演奏する、ニューヨークを拠点とするジャズ・アンサンブル。マネジメントをしているのは、ミンガスの未亡人スー・ミンガス（Sue Mingus）で、アデオ・ミュージック・インターナショナル（Addeo Music International、AMI）が窓口となっている。2008年から毎週月曜日に、ニューヨークのジャズ・クラブ「ジャズ・スタンダード」に出演しているほか、ヨーロッパはじめ世界各地を頻繁に演奏旅行で回っている。
結成はミンガスが他界した1979年から、しばらく間が空いた後のことであった。1991年から、ニューヨークの「フェズ」というジャズ・クラブで毎週の演奏を始め、次いで2004年から2008年までは、イリジウム・ジャズ・クラブに毎週出演していた。
ミンガス・ビッグ・バンドは、デビュー・アルバムである1993年の『Nostalgia in Times Square』以降、コンスタントにアルバムを発表し続けていて、そのいずれも批評家から高い評価を受けており、これまでに6回グラミー賞にノミネートされている。

## バンドの構成
基本的な構成は、トランペット3、トロンボーン3、サクソフォーン5に、ピアノ、ベース、ドラムのリズムセクションが加わる、14人編成である。各セクションには数名から十数名のミュージシャンがメンバーとして加わっており、ローテーションで交代しながらステージを務めている。トランペットのランディ・ブレッカーや、アルト・サックスのクリス・ポッターをはじめ、メンバーの多くはリーダー・アルバムのリリース経験がある実力者である。

## ディスコグラフィ

### アルバム
- Nostalgia in Times Square (1993年、Dreyfus)
- Gunslinging Birds (1995年、Dreyfus)
- Live in Time (1996年、Dreyfus)
- 『ヴィヴァ・ミンガス!』 - Que Viva Mingus! (1997年、Dreyfus)
- 『ブルース&ポリティクス』 - Blues & Politics (1999年、Dreyfus)
- Tonight at Noon: Three of Four Shades of Love (2002年、Dreyfus) ※エルヴィス・コステロが歌詞提供と歌で参加した曲「Invisible lady」を収録
- I Am Three (2005年、Sunnyside)
- 『ライヴ・イン・トーキョー』 - Live in Tokyo at the Blue Note (2006年、Sunnyside) ※2005年の大晦日にブルーノート東京で行われたライブを収録
- Mingus Big Band Live at Jazz Standard (2010年、Jazz Workshop / Sue Mingus Music)
- Mingus Sings (2015年、Sunnyside)[2]